# قلوصنا
قرية قلوصنا هي إحدى القرى التابعة لمركز سمالوط بمحافظة المنيا في جمهورية مصر العربية. حسب إحصاءات سنة 2006، بلغ إجمالي السكان في قلوصنا 22264 نسمة، منهم 11534 رجلا و10730 امرأة.